# میشائیل پیتر
میشائیل پیتر (انگلیسی: Michael Peter; ۷ مهٔ ۱۹۴۹ – ۲۳ اکتبر ۱۹۹۷) بازیکن هاکی روی چمن اهل آلمان غربی بود.